# Drava
Drava (tyska: Drau, italienska, kroatiska och slovenska: Drava, ungerska: Dráva) är en högerbiflod till Donau.
Den rinner upp på Toblacher Feld i Pusterdalen (Sydtyrolen, Italien), 1 204 m ö.h., genomflyter i östlig riktning Kärnten, Steiermark och Slovenien, bildar gräns mellan Ungern i norr och Kroatien i söder och faller ut i Donau, nedanför Osijek. Flodens hela längd är 749 kilometer inklusive källflöden, varav 142 kilometer går genom Slovenien.

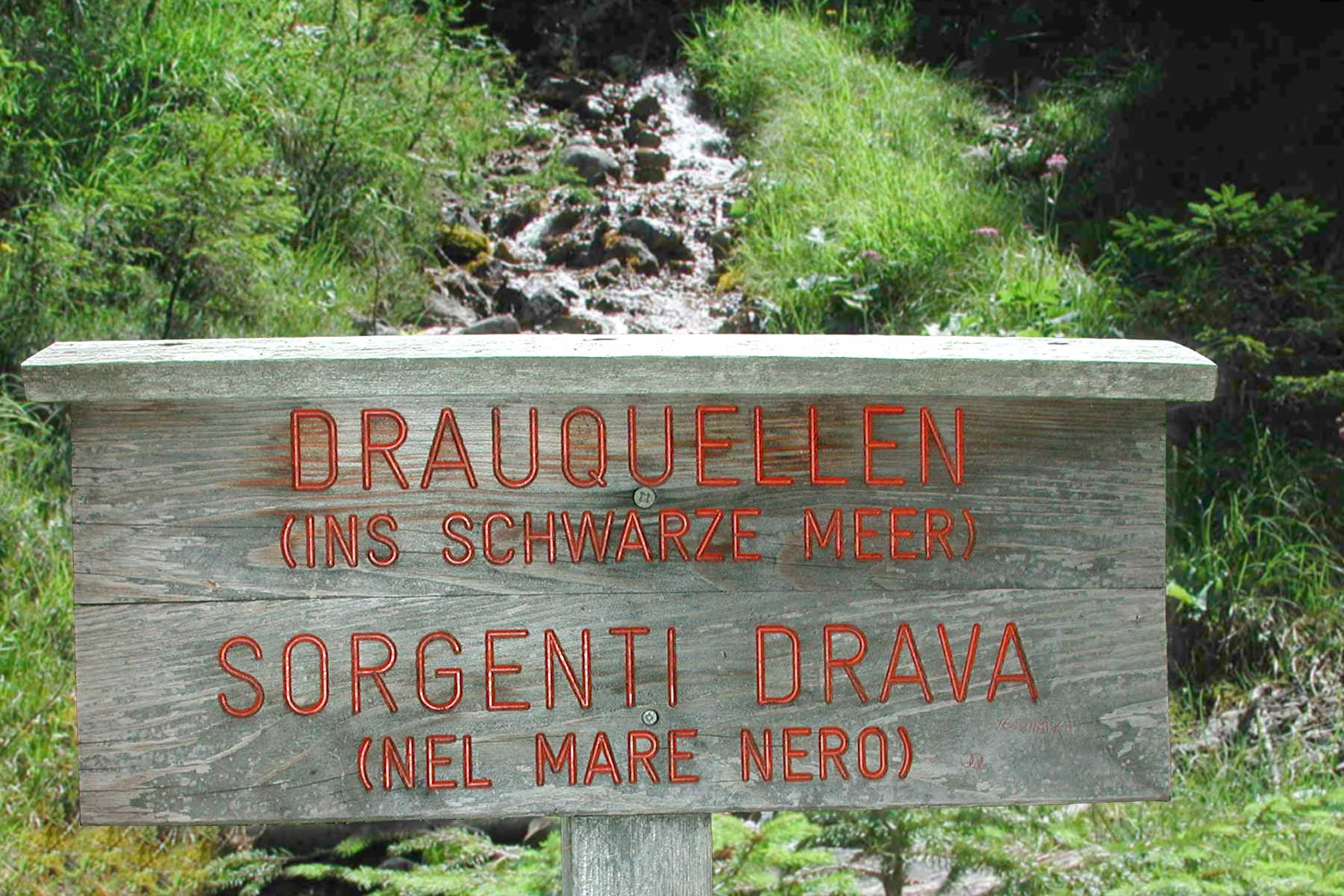
Dravas källa

Drava, som i sitt övre lopp är en snabbt flytande bergbäck, var tidigare segelbar för små farkoster på en 610 kilometer lång sträcka från Villach (508 m ö.h.) till mynningen (75 m ö.h.). Utbyggnaden av vattenkraft har begränsat segelbarheten till mellan mynningen och kroatiska Čađavica.
Floden är vid mynningen 325 meter bred och 6,5 meter djup. Dess viktigaste bifloder är från vänster Gurk och Mur samt från höger Gail.

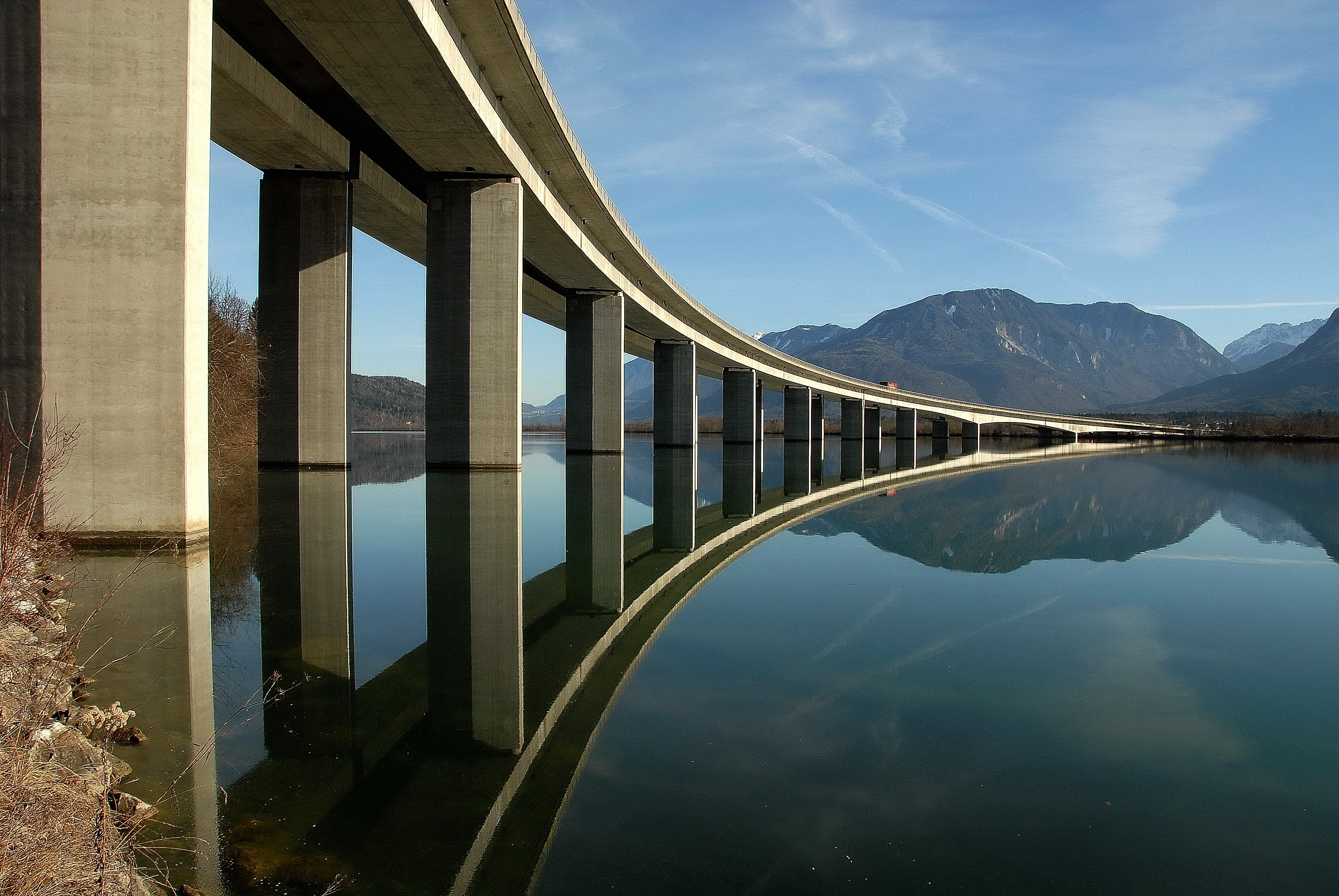
Bro över Drava nära Strau och Hollenburg i Österrike.

Det finns för närvarande (2019)  21 vattenkraftverk i Drava, varav 10 i Österrike och 8 i Slovenien.